# Ctenomys rionegrensis
Ctenomys rionegrensis is een zoogdier uit de familie van de kamratten (Ctenomyidae). De wetenschappelijke naam van de soort werd voor het eerst geldig gepubliceerd door Langguth & Abella in 1970.

## Voorkomen
De soort komt voor in Argentinië en Uruguay.